# Communauté d'agglomération du Pays ajaccien
Pour les articles homonymes, voir Capa.
La communauté d'agglomération du Pays ajaccien (CAPA) est une communauté d'agglomération française, située dans le département de la Corse-du-Sud et la région Corse, présidée par Stéphane Sbraggia.

## Histoire
La création de la Communauté d'agglomération du Pays ajaccien (CAPA) au 15 décembre 2001 s’inscrit sans un contexte général de forte progression de l’intercommunalité et d’une relance de la décentralisation, traduisant une volonté de l’État d’octroyer plus d’autonomie aux collectivités locales.
La loi du 12 juillet 1999 dite « loi Chevènement », ambitionne ainsi d’apporter une réponse et des outils aux besoins d’organisation des élus locaux ; il s’agit de constituer une véritable « force d’agglomération » qui respecte l’identité des communes membres, en lui donnant un cadre juridique, des compétences fortes, et surtout des moyens.
Au-delà de leur proximité géographique, les 10 communes au destin lié par la création de la CAPA constituent un territoire pertinent, au sein duquel ont lieu de nombreux échanges : déplacements domicile travail, échanges économiques…
Il s’agit ainsi, d’un véritable « territoire de vie », pour lequel pourra être pensé un projet de territoire.

## Composition
La communauté d'agglomération est composée des 10 communes suivantes :

| Nom                  | Code Insee | Gentilé   | Superficie (km2) | Population (dernière pop. légale) | Densité (hab./km2) |
| -------------------- | ---------- | --------- | ---------------- | --------------------------------- | ------------------ |
| Ajaccio (siège)      | 2A004      | Ajacciens | 82,03            | 75 343 (2022)                     | 918                |
| Afa                  | 2A001      | Afayens   | 11,84            | 3 350 (2022)                      | 283                |
| Alata                | 2A006      | Alatais   | 30,37            | 3 645 (2022)                      | 120                |
| Appietto             | 2A017      |           | 34,41            | 1 751 (2022)                      | 51                 |
| Cuttoli-Corticchiato | 2A103      | Cuttolais | 30,37            | 2 044 (2022)                      | 67                 |
| Peri                 | 2A209      | Piracci   | 23,65            | 2 042 (2022)                      | 86                 |
| Sarrola-Carcopino    | 2A271      | Sarrolais | 27,01            | 3 250 (2022)                      | 120                |
| Tavaco               | 2A323      |           | 10,83            | 406 (2022)                        | 37                 |
| Valle-di-Mezzana     | 2A336      |           | 6,99             | 538 (2022)                        | 77                 |
| Villanova            | 2A351      |           | 11,25            | 397 (2022)                        | 35                 |

## Démographie
| 1968   | 1975   | 1982   | 1990   | 1999   | 2010   | 2015   | 2022   |
| ------ | ------ | ------ | ------ | ------ | ------ | ------ | ------ |
| 46 471 | 52 263 | 59 496 | 67 686 | 63 707 | 79 502 | 83 997 | 92 766 |

## Présidence
| Période          | Période          | Identité             | Étiquette                 | Qualité                                                               |
| ---------------- | ---------------- | -------------------- | ------------------------- | --------------------------------------------------------------------- |
| 2002             | 2014             | Simon Renucci        |                           | Maire d'Ajaccio (2011-2014)                                           |
| 16 avril 2014    | 27 octobre 2014  | Laurent Marcangeli   | LR et CCB                 | Maire d'Ajaccio (2014 et 2015-2022) Député (2012-2017)                |
| 3 mars 2015      | 1er juillet 2017 | Jean-Jacques Ferrara | LR                        | Conseiller municipal d'Ajaccio Député (2017-2022)                     |
| 1er juillet 2017 | 16 juillet 2022  | Laurent Marcangeli   | LR (jusqu'en 2018) et CCB | Maire d'Ajaccio (2014 et 2015-2022) Député (2012-2017 et depuis 2022) |
| 16 juillet 2022  | En cours         | Stéphane Sbraggia    | HOR                       | Maire d'Ajaccio (depuis 2022)                                         |

## Compétences
La CAPA exerce les compétences suivantes :

### Développement économique
- Création, aménagement, entretien de zones d’activités
- Action de développement économique d’intérêt communautaire
- Développement du commerce et de l’artisanat
- Développement du tourisme
- Développement de l’agriculture

### Aménagement de l'espace communautaire
- Schéma directeur et de secteur
- Organisation des transports urbains, amélioration des déplacements

### Environnement et cadre de vie
- L’eau potable, l’eau agricole et l’assainissement, les réseaux
- Les déchets : collecte, traitement, valorisation, mise en décharge, transport, tri sélectif et stockage
- Amélioration du cadre de vie : lutte contre la pollution de l’air, les nuisances sonores

### Sport et culture
- Construction, aménagement, entretien et gestion d’équipements culturels et sportifs d’intérêt communautaire

### Équilibre social et politique de la ville
- Programme local de l’Habitat
- Politique du logement social
- Actions en faveur du logement des personnes défavorisées
- Dispositifs contractuels de développement urbain, local, d’insertion économique et sociale d’intérêt communautaire
- Dispositifs locaux d’intérêt communautaire de prévention de la délinquance